# Södra Lunsens naturreservat
Södra Lunsens naturreservat är ett naturreservat i Knivsta kommun i Uppsala län.
Området är naturskyddat sedan 2020 och är 112 hektar stort. Reservatet ligger väster om Alsike och består av hällmarkskog med tallar och aspar samt fuktiga löv- och granskogspartier.